# کیم سونگ کیو (بازیگر، زاده ۱۹۸۶)
کیم سونگ کیو (کره‌ای: 김성규؛ زادهٔ ۶ ژانویه ۱۹۸۶) بازیگر اهل کره جنوبی است. او بیشتر به خاطر ایفای نقش در قانون شکنان (۲۰۱۷)، گانگستر، پلیس و شیطان (۲۰۱۹) و مجموعه نتفلیکس پادشاهی (۲۰۱۹) شناخته شده است.